# Xysticus egenus
Xysticus egenus är en spindelart som beskrevs av Simon 1886. Xysticus egenus ingår i släktet Xysticus och familjen krabbspindlar. Inga underarter finns listade i Catalogue of Life.